# Hinata Kida
Hinata Kida (喜田 陽, Kida Hinata, Osaka, 4 juli 2000) is een Japans voetballer die als middenvelder speelt bij Cerezo Osaka.

## Clubcarrière
Kida begon zijn carrière in 2017 bij Cerezo Osaka. In het seizoen 2019 kwam hij op huurbasis uit voor Avispa Fukuoka.

## Interlandcarrière
Kida speelde met het nationale elftal voor spelers onder de 20 jaar op het WK –20 van 2019 in Polen.